# مالوری هاگان
مالوری هاگان (به انگلیسی: Mallory Hagan) (زاده ۲۳ دسامبر ۱۹۸۸) سیاستمدار، مدل و ملکه زیبایی اهل آمریکا است.
او در سال ۲۰۱۳ به نمایندگی از نیویورک برنده دوشیزه آمریکا شد.